# Aaron Taylor-Sinclair
Aaron Taylor-Sinclair (Aberdeen, 8 aprile 1991) è un calciatore antiguo-barbudano con cittadinanza britannica, difensore o centrocampista dell'Airdrieonians e della nazionale antiguo-barbudana.

## Caratteristiche tecniche
Terzino sinistro, può giocare anche da esterno sulla medesima fascia.

## Statistiche

### Cronologia presenze e reti in nazionale
Aggiornato al 17 giugno 2023

| Cronologia completa delle presenze e delle reti in nazionale ― Antigua e Barbuda | Cronologia completa delle presenze e delle reti in nazionale ― Antigua e Barbuda | Cronologia completa delle presenze e delle reti in nazionale ― Antigua e Barbuda | Cronologia completa delle presenze e delle reti in nazionale ― Antigua e Barbuda | Cronologia completa delle presenze e delle reti in nazionale ― Antigua e Barbuda | Cronologia completa delle presenze e delle reti in nazionale ― Antigua e Barbuda | Cronologia completa delle presenze e delle reti in nazionale ― Antigua e Barbuda | Cronologia completa delle presenze e delle reti in nazionale ― Antigua e Barbuda |
| Data                                                                             | Città                                                                            | In casa                                                                          | Risultato                                                                        | Ospiti                                                                           | Competizione                                                                     | Reti                                                                             | Note                                                                             |
| -------------------------------------------------------------------------------- | -------------------------------------------------------------------------------- | -------------------------------------------------------------------------------- | -------------------------------------------------------------------------------- | -------------------------------------------------------------------------------- | -------------------------------------------------------------------------------- | -------------------------------------------------------------------------------- | -------------------------------------------------------------------------------- |
| 4-6-2021                                                                         | North Sound                                                                      | Antigua e Barbuda                                                                | 1 – 0                                                                            | Grenada                                                                          | Qual. Mondiali 2022                                                              | -                                                                                |                                                                                  |
| 9-6-2021                                                                         | San Salvador                                                                     | El Salvador                                                                      | 3 – 0                                                                            | Antigua e Barbuda                                                                | Qual. Mondiali 2022                                                              | -                                                                                |                                                                                  |
| 3-6-2022                                                                         | Gros Islet                                                                       | Barbados                                                                         | 0 – 1                                                                            | Antigua e Barbuda                                                                | CONCACAF Nations League 2022-2023 - Fase a gironi                                | -                                                                                |                                                                                  |
| 6-6-2022                                                                         | Basseterre                                                                       | Antigua e Barbuda                                                                | 1 – 0                                                                            | Guadalupa                                                                        | CONCACAF Nations League 2022-2023 - Fase a gironi                                | -                                                                                |                                                                                  |
| 10-6-2022                                                                        | Basseterre                                                                       | Antigua e Barbuda                                                                | 0 – 2                                                                            | Cuba                                                                             | CONCACAF Nations League 2022-2023 - Fase a gironi                                | -                                                                                | 59’                                                                              |
| 12-6-2022                                                                        | Santiago di Cuba                                                                 | Cuba                                                                             | 3 – 1                                                                            | Antigua e Barbuda                                                                | CONCACAF Nations League 2022-2023 - Fase a gironi                                | -                                                                                |                                                                                  |
| 24-3-2023                                                                        | Les Abymes                                                                       | Guadalupa                                                                        | 0 – 1                                                                            | Antigua e Barbuda                                                                | CONCACAF Nations League 2022-2023 - Fase a gironi                                | -                                                                                |                                                                                  |
| 26-3-2023                                                                        | North Sound                                                                      | Antigua e Barbuda                                                                | 1 – 2                                                                            | Barbados                                                                         | CONCACAF Nations League 2022-2023 - Fase a gironi                                | -                                                                                |                                                                                  |
| 16-6-2023                                                                        | Fort Lauderdale                                                                  | Antigua e Barbuda                                                                | 0 – 5                                                                            | Guadalupa                                                                        | Qual. Gold Cup 2023                                                              | -                                                                                |                                                                                  |
| 9-9-2023                                                                         | North Sound                                                                      | Antigua e Barbuda                                                                | 1 – 5                                                                            | Guyana                                                                           | CONCACAF Nations League 2023-2024 - 1º Turno                                     | -                                                                                |                                                                                  |
| 13-9-2023                                                                        | Bayamón                                                                          | Porto Rico                                                                       | 5 – 0                                                                            | Antigua e Barbuda                                                                | CONCACAF Nations League 2023-2024 - 1º Turno                                     | -                                                                                |                                                                                  |
| Totale                                                                           |                                                                                  | Presenze                                                                         | 11                                                                               |                                                                                  | Reti                                                                             | 0                                                                                |                                                                                  |

## Palmarès

### Club

#### Competizioni nazionali
- Scottish First Division: 1

Partick Thistle: 2012-2013
- Scottish Challenge Cup: 1

Airdrieonians: 2023-2024